# Aeollanthus saxatilis
Aeollanthus saxatilis е вид растение от семейство Устноцветни (Lamiaceae). Видът е почти застрашен от изчезване.

## Разпространение
Разпространен е в Демократична Република Конго.